# 人民胜利折实公债
人民胜利折实公债，是中华人民共和国成立初期所對外發行的公債。這也是中華人民共和國成立以來所發行的第一筆國債。

## 發行源起
中华人民共和国成立初期，在政府财政收入有限、支出规模又庞大的背景下，中國大陸经济极度困难。於是中國共產黨主政下的人民政府开始尝试发行国债。

## 发展历程
1949年12月2日，中央人民政府委员会第四次会议通过了《关于发行人民胜利折实公债的决定》。翌年11月，正式发行公債總額二亿「分」的“人民胜利折实公债”（简称“胜利公債”），每分对应的金额以上海、天津、漢口、西安、廣州、重慶六大城市之大米（天津為小米）六斤、面粉一斤半、白細布四尺、煤炭十六斤之平均批發價的總和平均計算得出，統一由中國人民銀行每十日公布一次。債券期限設定為五年，甚至規定工商界要參與定額認購。

## 影響

### 广东省
因為規定工商界都要「定額認購」，這使得在中國大陸經商的華僑胡文虎變成共產黨鎖定的一個大目標，雖然胡文虎曾三次致函當時的中南軍政委員會，並帶頭認購了2萬份人民政府發行的「勝利公債」，但由於定額認購的債券數量過高，胡氏無法全部「認購」，觸怒了中國大陸當局，中共將胡氏在內地的產業全部沒收，並把胡抹黑为“汉奸”，故廣州永安堂還被列为“敌产”而被充公，成为广东省总工会的所在地。1951年7月起，永安堂藥物及星系報紙，一律禁止內銷，从此，虎标万金油在中國大陸絕跡。甚至，後來更有《星島日報》記者在內地被定罪。同年10月，《星闽日报》及其餘三份在大陸出版的報紙均被當局要求停刊。

### 上海市
上海被要求完成45%的配额。为宣传债券，解放日报和上海大公报进行了许多的宣传：一方面，正面宣传债券本身，例如张乐平在上海大公报头版刊登“今年第一件大事，是购买人民胜利折实公债”的漫画，另一方面，以先前“二·六”轰炸，引发市民反美、反蒋介石的情绪，并引导部分家境殷实的居民购买国债。